# Кононов, Александр Терентьевич
Алекса́ндр Тере́нтьевич Ко́нонов (1895—1957) — русский советский, педагог, писатель, получивший известность детскими рассказами о В. И. Ленине.

## Биография и творчество
Александр Кононов родился 13 марта (25 марта) 1895 года в местечке недалеко от города Двинск — центра Латгалии, входившей тогда в состав Витебской губернии Российской империи. Рано, ещё во младенчестве лишился отца. Отучившись в Двинском реальном училище, поступил на юридический факультет Санкт-Петербургского университета, который окончил в 1918 году, однако практикующим юристом так и не стал. Работал учителем, преподавал на Высших командных курсах.
В 1930 году опубликовал несколько статей, посвященных воспитанию детей и юношества, а затем начал писать роман о людях первой пятилетки, который получил название «Упразднение Мефистофеля. Хроника событий и чувств» и вышел в 1934 году.
С 1937 года начал сочинять для детей. Наибольшую известность получили его рассказы о В. И. Ленине, первый сборник которых вышел в 1939 году (позже был написан ряд новых). Некоторые из них — например, «В Смольном» и «Ёлка в Сокольниках» — многократно переиздавались вплоть до конца 1980-х годов — как отдельными книгами, так и в сборниках и школьных хрестоматиях.

«Рассказы о Ленине». Первое издание 1939 года

Могила А.Т. Кононова на Новодевичьем кладбище в Москве

Помимо этого Кононов сочинил серию рассказов о В. И. Чапаеве (1938), повести «Карыш» (1941) и «Дни Сергея Глушкова» (1942), также адресованые юному читателю.  Последним произведением писателя стала трилогия «Повесть о верном сердце» (1949, 1952, 1957), посвящённая истории рабочего движения в Латгалии, единым изданием вышедшая в 1958 году уже после смерти автора. Член Союза писателей с 1941 года.
Александр Кононов умер 28 октября 1957 года в Москве. Похоронен на Новодевичьем кладбище (5 участок, 13 ряд).
К концу 1957 года произведения Кононова вышли в СССР 196 изданиями на 55 языках (в том числе на английском, арабском, венгерском, испанском, китайском, немецком, персидском, польском, румынском, финском, французском, шведском и японском ) общим тиражом около 12 млн. экземпляров . Его рассказы и повести регулярно продолжали затем издаваться ещё на протяжении более 30 лет. До 1986 года в СССР вышло 386 изданий произведений Кононова на 80 языках общим тиражом 57,083 миллиона экземпляров, к этому же времени его «Рассказы о Ленине» издавались 132 раза на 66 языках общим тиражом 10,076 миллиона экземпляров.

## Произведения
Роман:
- «Упразднение Мефистофеля. Хроника событий и чувств» (1934)

Повести:
- «Карыш» (1941)
- «Дни Сергея Глушкова» (1942)
- Трилогия «Повесть о верном сердце»:
  - ч.1 — «У железного ручья» (1949)
  - ч.2 — «На Двине — Даугаве» (1952)
  - ч.3 — «Зори над городом» (1957)

Рассказы:
- «Рассказы о Чапаеве» (1938):
  - Случай в Вязовке
  - Красный автомобиль
  - Клинцовские ребята
  - Ночной разговор
  - Бой
  - Чапаёнок
  - Приказ Ленина
  - Последний поход Чапаева
  - Сказка
  - Знамя
- «Рассказы о Ленине» (1939):

| - - На реке Шушь - Ленинская бумага - Май - Арест - Опасный путь - Домой, в Россию! - Встреча - В июле месяце | - - У озера Разлив - Кочегар поезда №71 - Красные ягоды - На мосту - В Смольном - Выстрел врага - Субботник | - - Поездка в Кашино - Ёлка в Сокольниках - Большое дерево - Красивая лиса - У-127 - Бюст Ленина - Памятник |

- «Имя отряда» (1940)